# 류일영
류일영(1970 ~ )은 2017년 1월 현재 (주)테크노블러드의 회장이며, (주)테크노블러드의 회장으로 취임하기 전에는 그라비티의 CEO였다. 
일본의 온라인 게임 시장을 개척한 1세대로 인정받고 있으며 또한 대한민국의 PC방 관리 솔루션 업계 1위였던 ACTSOFT를 인수하여 일본 넷카페에 배포한 주인공이기도 하다. 테크노블러드를 설립하여 일본 온라인 업계에서 인정받은 그는 테크노블러드코리아를 설립하여 대한민국의 온라인 게임 업계와 일본의 온라인 게임 업계를 연결하는 고리를 만들기 위해 노력하였으며, 현재는 VIRTUAL GATE플랫폼을 통하여 한국일본에 VR사업을 추진하고있다.